# أرييل رودريغيز
أرييل رودريغيز (بالإسبانية: Eithel Ariel Rodríguez)‏ (22 أبريل 1986 في كوستاريكا - ) هو مدرب كرة قدم ولاعب كرة قدم كوستاريكي في مركز الوسط. شارك مع منتخب كوستاريكا لكرة القدم. أما مع النوادي، فقد لعب مع نادي ألاجولينسي وA.D. Municipal Pérez Zeledón ‏.

## وصلات خارجية
- أرييل رودريغيز على موقع الاتحاد الدولي (مؤرشف)  (الإنجليزية)
- أرييل رودريغيز على موقع قاعدة بيانات كرة القدم.إي يو (الإنجليزية)
- أرييل رودريغيز على موقع ناشيونال فوتبول تيمز (الإنجليزية)
- أرييل رودريغيز على موقع Soccerway.com (الإنجليزية)